# Claude-Antoine Ducis
Pour les articles homonymes, voir Ducis.
Le chanoine Claude-Antoine Ducis, né le 14 octobre 1819 à Beaufort-sur-Doron et mort le 3 janvier 1895 à Annecy, est un historien et archiviste français.

## Biographie
Né le 14 octobre 1819 à Beaufort-sur-Doron, dans le duché de Savoie, Claude-Antoine est le fils d'Eloy Ducis (1786-1831),. Eloy Ducis est un militaire qui a participé au campagne de l'Empereur Napoléon. Il est parent éloigné de l’écrivain et poète français Jean-François Ducis, de l’Académie française,.
Il poursuit ses études religieuses à Paris, au séminaire de Saint-Sulpice, suivant des cours en Sorbonne et au Collège de France. Il est ordonné prêtre le 1er juin 1844.
Après avoir servi à Beaufort, puis à Marthod, il est professeur de rhétorique à Moûtiers en 1850, période au cours de laquelle il se consacre à l’archéologie.
Officier de l’Instruction publique sous le règne du roi Charles-Albert de Savoie, professeur au collège chappuisien d'Annecy en 1860, il est directeur des archives départementales de la Haute-Savoie après le rattachement de la Savoie à la France de 1864 à 1892. Il écrit de nombreuses monographies.
Il est vice-président de l'Académie florimontane, deuxième président de l'académie salésienne (1893-1895), membre de la Société française d'archéologie et de l'Institut historique de France. Il est élu le 22 décembre 1864 à l'Académie des sciences, belles-lettres et arts de Savoie, avec pour titre académique Effectif (titulaire).
Il est chanoine d'Annecy de 1881 à sa mort qui survient le 3 janvier 1895.

## Distinctions
- Officier de l'Instruction publique

## Ouvrages
- Mémoire sur les voies romaines de la Savoie (1861), éd. Louis Thésio, Annecy (lire en ligne)
- « Les Fins Bautas et Annessy : étude archéologique » (1863) in Revue savoisienne
- « Une vallée de Savoie » (1863) in Revue savoisienne
- « Annibal et l'Alpe poenine » (1865-1869) in Revue savoisienne
- « Les Gesates, Hercule et Annibal » (1865-1869) in Revue savoisienne
- « Noms des mas consignés au cadastre d’Annecy-la-Ville de 1730 » (1866) in Revue savoisienne
- Le Passage d'Hannibal du Rhône aux Alpes (1866), éd. Louis Thésio, Annecy (lire en ligne)
- L'Histoire et le regeste genevois (1867), éd. Louis Thésio, Annecy (lire en ligne). Ouvrage à propos du Régeste genevois (1866)
- « Épisodes de la dernière occupation espagnole » (1870) in Revue savoisienne
- « Promenade archéologique à Belleville de Haute-Luce » (1870) in Revue savoisienne
- « Mémoire secret sur la Savoie en 1745, présenté au Cabinet de Versailles pendant l’occupation espagnole par M. de Bonnaire » (1870) in Revue savoisienne
- Questions archéologiques et historiques sur les Alpes de Savoie entre le Lac Léman et le Mont Genèvre (1871)
- « L’occupation espagnole au siècle dernier » (1873) in Revue savoisienne
- « Un casus belli entre Genève et la Savoie en 1667 » (1873) in Revue savoisienne
- « Occupations, neutralité militaire et annexion de la Savoie » (1877) in Revue savoisienne [4]
- Les Camps celtiques du Chatelard (1880)
- Notice sur Dom Baranzano, père barnabite, professeur au Collège chappuisien d'Annecy (1881)
- « Henri de Savoie et Anne de Lorraine » (1882) in Revue savoisienne
- L'Auteur du trait de l'Imitation de Jésus-Christ (1893)
- La vallée de Beaufort en Savoie (?)